# Muger Cement
Muger Cement is een Ethiopische voetbalclub uit de stad Adama. Ze komen uit in de Premier League, de nationale voetbalcompetitie van Ethiopië. De club won nog maar één prijs in haar geschiedenis, in 1994 wonnen ze namelijk de Beker van Ethiopië.

## Palmares
- Beker van Ethiopië

Winnaars (1) : 1994